# Parti nationaliste républicain
 (novembre 2012).
Si vous disposez d'ouvrages ou d'articles de référence ou si vous connaissez des sites web de qualité traitant du thème abordé ici, merci de compléter l'article en donnant les références utiles à sa vérifiabilité et en les liant à la section « Notes et références ».
Le Parti nationaliste républicain fut un parti politique portugais, à l'époque de la Première République portugaise. Sa création, le 7 février 1923, est le résultat de la fusion du Parti républicain libéral et du Parti républicain de reconstitution nationale en vue de constituer une plateforme d'union des droites républicaines, afin de lutter contre l'hégémonie du Parti démocratique.
Les Nationalistes, comme ils furent habituellement dénommés, formèrent un gouvernement le 15 novembre 1923 qui dura un mois, dirigé par leur leader António Ginestal Machado avec comme ministre de la guerre le général Óscar Carmona qui devint plus tard Président de la république de l'État nouveau (Estado Novo).
Puis son successeur, Álvaro de Castro abandonna le PNR, formant en décembre 1923 un nouveau gouvernement qui ne comportait pas de nationalistes, mais des démocrates indépendants et qui fut effectif du 18 décembre 1923 au 6 juillet 1924. Les membres de ce gouvernement formèrent un groupe parlementaire d'opposition aux nationalistes le 11 janvier 1924 en réaction aux positions de Francisco Cunha Leal.
António Ginestal Machado, Álvaro de Castro, Júlio Dantas, Mendes Cabeçadas, Tomé de Barros Queirós, Francisco Cunha Leal, Joaquim Ribeiro de Carvalho, José Jacinto Nunes, Alexandre de Vasconcelos e Sá et, à partir de 1925, le turbulent commandant Filomeno da Câmara, dirigèrent tour à tour ce parti.
En mars 1926, la scission provoquée par Francisco Cunha Leal qui aboutit à la formation de l'Union libérale républicaine ainsi que, peu après, la formation de la dictature militaire, conduisirent à la fin du PNR. Au début des années 1930, la plupart des ex-membres du parti adhérèrent à l'Union nationale.